# Галапагошки пингвин
Галапагошки пингвин (лат. Spheniscus mendiculus) представља ендемску врсту пингвина на галапагошким острвима. То је једина врста пингвина која живи на екватору, гдје може да преживи захваљујући хладним морским струјама, Хумболтовој и Кромвеловој. Најближи рођаци овој врсти пингвина су магарећи, Магеланов и Хумболтов пингвин. Галапагошки пингвин живи првенствено на острву Фернандина и западним обалама острва Изабела, гдје се гнијезди око 95% јединки, али постоје мале колоније и на другим острвима Галапагошког архипелага, попут острва Санта Круз.

## Физичке особине
Галапагошки пингвин порасте до висине од 48 до 53 cm и тежине од 1,5 до 2,5 kg. Мужјаци су нешто крупнији од женки. Имају црнобијело перје, црно по леђима и глави, и бијело по стомаку и „лицу“, и црн кљун који је са доње стране бијел до близу врха кљуна.

## Размножавање
Галапагошки пингвини имају исте партнере цијели живот. Легу једно или два јајета по сезони, на скривеним мјестима заштићеним од директних сунчевих зрака који могу да доведу до прегријевања јајета. Један од родитеља увијек остаје са јајима и младима док је други у лову по неколико дана. Родитељи у потпуности отхране обично само једно младунче. Кад нема довољно хране, младунче може да напусти гнијездо.

## Угроженост
Галапагошки пингвини су угрожена врста, и постоји укупно око 2.100 јединки по пребројавању фондације „Чарлс Дарвин“ из 2006. године, односно око 1.000 парова спремних за размножавање по Међународној радној групи за очување пингвина. Број јединки ове врсте је доживио узнемирујући пад од око 70% 1980их година, због ефеката „Ел Нињо“ и повећаног рибарства, као и због загађења, када је укупан број јединки спао на око 500. Након тога је почео споро да се опоравља да би се повратио на 1.950 1990их година а затим из истих разлога између 1997. и 1998. године поново пао за око 65%.
На острву Изабела, човјек је са собом донио псе, мачке и пацове, који знају да нападају ове пингвине и њихова гнијезда. У води, њихови природни непријатељи су ајкуле, фоке и морски лавови.
Због свега овога, ово је најугроженија пингвинска врста (што се често погрешно сматра за жутооке пингвине). Скорашње изучавање указује да је вјероватноћа да галапагошки пингвини у потпуности изумру у наредних 100 година једнака 30%.